# Gare de Zetting
Gare de Zetting vasútállomás Franciaországban, Zetting településen.

## Vasútvonalak
Az állomást az alábbi vasútvonalak érintik:
- Mommenheim-Sarreguemines-vasútvonal

## Kapcsolódó állomások
A vasútállomáshoz az alábbi állomások vannak a legközelebb:
- Gare de Sarreinsming
- Gare de Wittring